# Коженевский, Юзеф (врач)
Ю́зеф Кожене́вский или Осип Иванович Корженевский (пол. Józef Korzeniewski, лит. Juozapas Koženevskis, 19 марта 1806  — 21 мая 1870) — польский врач, преподаватель Виленского университета (1827—1832).

## Биография
Учился в несвижской гимназии и на медицинском факультете Виленского университета, где защитил и докторскую диссертацию „Conspectus nosologicus exanthematum“ (Вильно, 1829). В 1832 году получил место помощника профессора при хирургической клинике Виленской медико-хирургической академии. В 1834 году там же адъюнкт-профессор. В 1838 году экстраординарный профессор и тогда же был послан для научных занятий за границу. Вернувшись в 1840, был назначен профессором и директором Виленской хирургической клиники. После 1842 года занимался хирургической практикой. Считался лучшим хирургом Литвы своего времени.
Автор нескольких научных работ по медицине и хирургии: „Desmurgia s. chirurgiae pars de variis adminiculis deligatoriis“ (Вильно, 1837); „De ossibus fractis tractatus in discentium usum“ (Вильно, 1837) и других.
Похоронен на кладбище Расу в Вильне.